# 熊學鵬
熊學鵬，字雲亭，號廉村，中國江西南昌人，清朝官員。
雍正八年（1730年）庚戌科進士。乾隆八年（1743年）出任巡視台灣監察御史，一年任期任滿後升任太常寺少卿。
1747年，福建巡撫上奏朝廷自1739年至1747年的歷任巡臺御史除了養廉銀之外，強索各縣輪值供應，而巡臺出巡南北兩路，所有夫車等項均強加各縣措辦，又復濫准差拘，多留胥役，滋擾地方等語。因此，他以「積習相沿，因循滋弊」罪名被革職留任查辦。